# كيم بوم
كيم سانغ بوم (بالهانغل: 김상범 / بالهانجا: 金尚泛) ولد في 7 يوليو 1989. هو ممثل ومغنٍ وعارض من كوريا الجنوبية ويعرف باسمه الفني كيم بوم. اشتهر كيم بدوره سو إي جنغ في مسلسل فتيان قبل الزهور.

## حياته
ولد كيم سانغ بوم في مدينة سول في كوريا الجنوبية في السابع من يوليو في سنة 1989. عائلته مكونة من والديه وشقيقته الصغرى. تميز كلاعب كرة قدم في المرحلة الثانوية وكان رئيساً للطلاب وذا درجات عالية. انضم لقسم الفلم والمسرح في جامعة تشنغ أنغ وتخرج منها.
انضم كيم لتجربة أداء نجم البوب الكوري وحصل على المرتبة السادسة ضمن مئات من المتسابقين ولكنه لم يستطع إكيمال المسابقة لكونه في السابعة عشر في حين أن البرنامج موجه لمن في العشرين. بعد ذلك حصل كيم على العديد من الفرص حيث حصل على العديد من الأدوار في المسلسلات التلفزيونية. في 2008 حصل كيم على جائزة الشهرة بين مستخدمي الإنترنت ضمن حفل جوائز الدراما الكورية.
اشتهر كيم بعد دوره سو إي جنغ في مسلسل فتيان قبل الزهور والذي عرض في 2009. في 2011 قام بأداء دور إي غك سو في مسلسل بادام بادام: صوت ضربات قلبيهما كالملائكة الحارسة. في 20 يونيو 2012 قام كيم بإصدار أول ألبوم له بعنوان «موطني». قام بأداء أول حفل فردي له في فندق الأمير شيناغاوا في طوكيو في 2012.

## قائمة الأعمال التمثيليه

### مسلسلا تلفزيونية
| عام  | الاسم الانجليزي                     | الدور                        | ملاحظة                                  |
| ---- | ----------------------------------- | ---------------------------- | --------------------------------------- |
| 2006 | Rude Women                          | جيونغ هيونغ جون              |                                         |
| 2006 | Unstoppable High Kick               | كيم بوم                      |                                         |
| 2008 | East of Eden                        | لي دونغ تشول (النسخة الاصغر) |                                         |
| 2009 | Boys Over Flowers                   | سو يي جونغ                   |                                         |
| 2009 | Dream                               | لي جانغ سيوك                 |                                         |
| 2009 | High Kick Through the Roof          | ابن شقيق جاوك                | ظهور (الحلقة 72)                        |
| 2010 | The Woman Who Still Wants to Marry  | ها مين جاي                   |                                         |
| 2010 | Haru: An Unforgettable Day in Korea | مصور فوتوغرافي               | من إنتاج منظمة السياحة الوطنية الكورية. |
| 2011 | Padam Padam                         | لي جوك سو                    |                                         |
| 2012 | High Kick 3                         |                              | ظهور (الحلقة 108)                       |
| 2013 | That Winter, the Wind Blows         | بارك جين سونغ                |                                         |
| 2013 | Goddess of Fire                     | كيم تاي دو                   |                                         |
| 2014 | V Love                              | اويو هوي                     | دراما صينية                             |
| 2015 | Hidden Identity                     | تشا جيون وو                  |                                         |
| 2016 | Mrs. Cop 2                          | لي روو جون                   |                                         |
| 2020 | Tale of the Nine Tailed             | لي رانج                      |                                         |
| 2021 | Law School                          | هان جون هوا                  |                                         |
| 2022 | Ghost Doctor                        | جو سيونغ تاك                 | [ 6 ]                                   |

## روابط خارجية
- كيم بوم على موقع IMDb (الإنجليزية)
- كيم بوم على موقع ألو سيني (الفرنسية)
- كيم بوم على موقع أول موفي (الإنجليزية)
- كيم بوم على موقع قاعدة بيانات الفيلم (الإنجليزية)